# Căzăneşti
Căzănești er en by i distriktet Ialomița i Muntenien, Rumænien. Den ligger på venstre bred af floden Ialomița, 30 km vest for Slobozia.
Byen har 2.938 (2021) indbyggere.

## Geografisk beliggenhed
Căzănești ligger på Bărăgan-sletten - en del af Den valakiske slette - nord for floden Ialomița. Distriktets hovedstad Slobozia ligger ca. 30 km mod øst, og hovedstaden Bukarest ca. 80 km mod sydvest.